# David Conlon

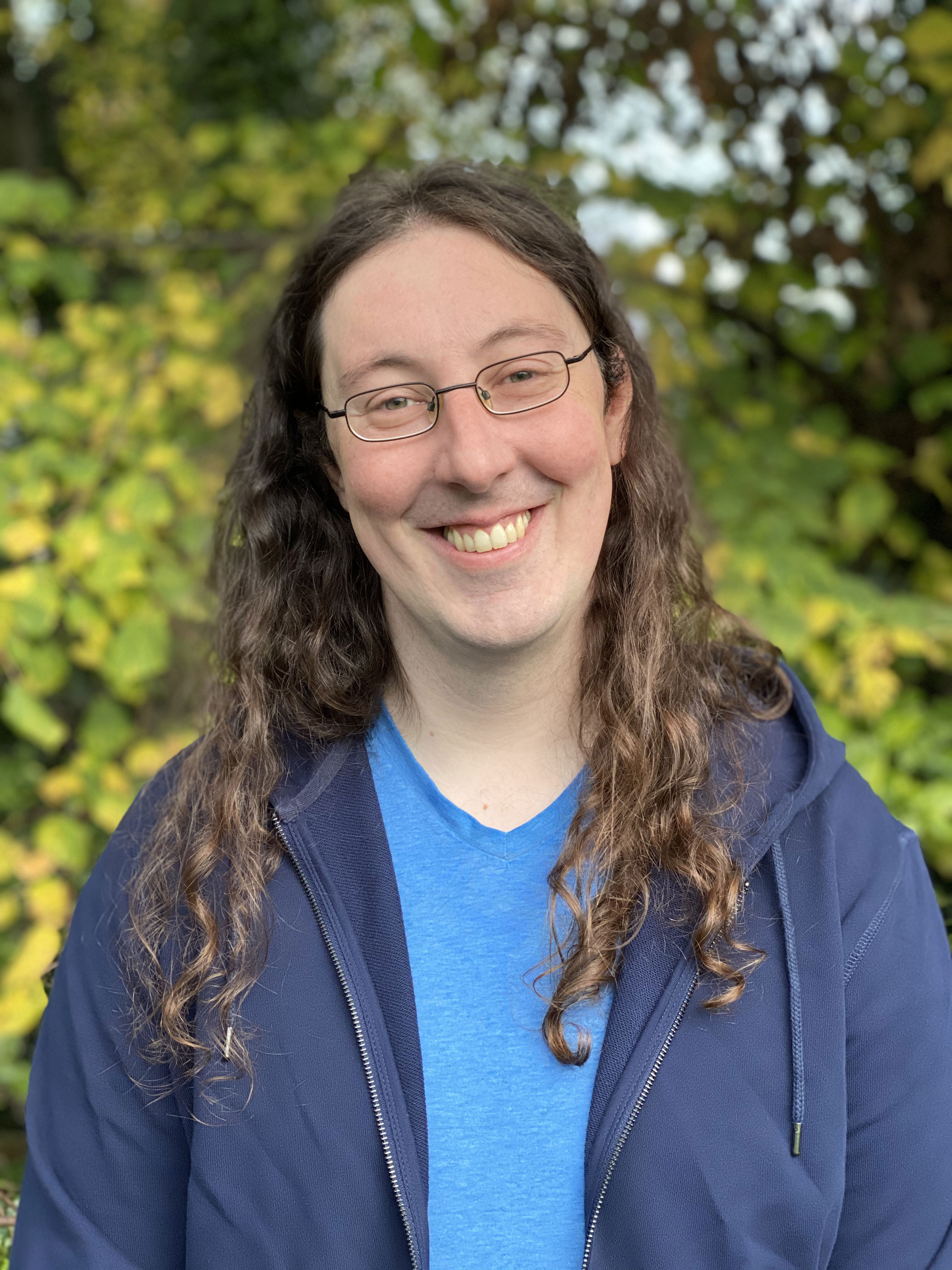
David Conlon

David Conlon (* 1982) ist ein irischer Mathematiker. Er befasst sich besonders mit extremaler und probabilistischer Graphentheorie.

## Leben
Conlon studierte ab 1999 am Trinity College in Dublin mit dem Bachelor-Abschluss 2003 (Goldmedaille der Universität) und absolvierte Teil 3 der Tripos-Prüfungen an der Universität Cambridge mit Auszeichnung. Er wurde 2009 in Cambridge bei Timothy Gowers promoviert (Upper Bounds for Ramsey Numbers). 2007 bis 2010 war er Junior Fellow des St. John’s College in Cambridge. Er ist Royal Society University Research Fellow (ab 2010), Tutorial Fellow des Wadham College (ab 2011) und ab 2011 Lecturer in Diskreter Mathematik an der Universität Oxford.
Conlon befasst sich mit Extremaler Graphentheorie, Ramsey-Theorie, Zufallsstrukturen in der Kombinatorik, Pseudozufall und additiver Kombinatorik.
2011 erhielt er den European Prize in Combinatorics für seine Arbeiten zur Ramsey-Theorie (unter anderem eine neue obere Grenze für diagonale Ramsey-Zahlen) und Fortschritte bei der Vermutung von Sidorenko über Bipartite Graphen.

## Schriften
- A New Upper Bound for Diagonal Ramsey Numbers, Annals of Mathematics, Band 170, 2009, S. 941–960, PDF (256 kB; englisch)
- A new upper bound for the bipartite Ramsey problem,. J. Graph Theory, 58, 2008, S. 351–356.
- mit Jacob Fox, Benny Sudakov: Hypergraph Ramsey numbers, J. AMS 23 (2010), S. 247–266.
- mit J. Fox, B. Sudakov: An approximate version of Sidorenko´s conjecture, Geom. Funct. Anal., 20 (2010), S. 1354–1366.
- mit J. Fox, B. Sudakov: Two extensions of Ramsey's theorem, Duke Math. J. 162 (2013), S. 2903–2927.